# Megapodius freycinet
Il megapodio fosco o maleo crepuscolare (Megapodius freycinet Gaimard, 1823) è un uccello galliforme della famiglia Megapodiidae.

## Descrizione
Questo megapodio misura 34–41 cm.

## Distribuzione e habitat
Megapodius freycinet è diffuso nelle isole Molucche e Raja Ampat (Indonesia).

## Tassonomia
Sono note le seguenti sottospecie:
- Megapodius freycinet freycinet Gaimard, 1823
- Megapodius freycinet quoyii G.R.Gray, 1862
- Megapodius freycinet oustaleti Roselaar, 1994
- Megapodius freycinet forsteni G.R.Gray, 1847